# Algieba
Algieba (γ Leonis) je dvojhvězda v souhvězdí Lva. Je to druhá nejjasnější hvězda tohoto souhvězdí po Regulu a patří k nejhezčím binárním systémům viditelným amatérskými teleskopy. Název hvězdy pochází z arabského slova „Al-Jabha“, což znamená „čelo“ – odkazující na původní polohu hvězdy v asterismu lví hlavy.
Algieba se nachází asi 130 světelných let od Země a je viditelná pouhým okem s hvězdnou velikostí 2,01 mag.

## Charakteristika
Algieba je dvojhvězda tvořená dvěma obřími hvězdami typu K0 III a G7 III. Tyto hvězdy jsou od sebe vzdáleny přibližně 4,7 AU, což odpovídá asi 7× vzdálenosti Země od Slunce. Jedná se o gravitačně vázaný systém, přičemž obě hvězdy obíhají společné těžiště s periodou asi 510 let.

### Primární složka (γ Leonis A)
Primární složka je oranžový obr (K0 III) s povrchovou teplotou přibližně 4 400 K. Má hmotnost přibližně 1,23násobek hmotnosti Slunce, ale její poloměr je více než 10× větší. Svítivost hvězdy je téměř 50násobkem svítivosti Slunce.

### Sekundární složka (γ Leonis B)
Sekundární složka je žlutý obr (G7 III) s povrchovou teplotou kolem 4 700 K. I tato hvězda má zvětšený poloměr a vyšší svítivost, což je typické pro hvězdy ve stadiu vývoje mimo hlavní posloupnost.

## Pohyb a vzdálenost
Systém Algieba se nachází ve vzdálenosti 130 světelných let (40 parseků) od Země. Je součástí pohybující se hvězdné skupiny nazývané Hyádský proud, což naznačuje, že hvězdy tohoto systému mohly vzniknout ze stejné hvězdné porodnice jako Hyády.

## Kulturní význam
Algieba byla v tradičních hvězdných mapách považována za součást „hlavy lva“ v souhvězdí Lva. V některých starověkých arabských tradicích však byla přiřazena k asterismu „ocasu lva“ – podobně jako Denebola.
V astrologii je Algieba spojována se silou, odvahou a energií, symbolizující královský charakter souhvězdí Lva.
Ve starověké čínské astronomii byla Algieba součástí asterismu „Západní brána“, symbolizující přístup do královského paláce.

## Pozorování
Algieba je snadno viditelná na noční obloze v období jara na severní polokouli. Nachází se blízko linie spojující nejjasnější hvězdy Lva – Regulus a Denebola.
Pomocí amatérských dalekohledů je možné rozlišit obě složky hvězdy, přičemž každá má jiný odstín: oranžový a nažloutlý. To činí Algiebu oblíbeným cílem pozorování.